# Malingering
A simulação (em inglês, malingering) é a fabricação, fingimento ou exagero de sintomas físicos ou psicológicos com o objetivo de alcançar um resultado desejado, como o não querer trabalhar ou o conseguir benefícios em um contexto forense.
A simulação não é um diagnóstico médico, mas pode ser registrada como um "foco de atenção clínica" ou um "motivo de contato com os serviços de saúde". A simulação é categorizada como distinta de outras formas de comportamento excessivo de doença, como transtorno de somatização e transtorno factício, embora nem todos os profissionais de saúde mental concordem com essa formulação.
A falha em detectar casos reais de simulação impõe um ônus econômico aos sistemas de saúde, programas de compensação de trabalhadores e programas de deficiência, como seguro de invalidez da Previdência Social e benefícios de invalidez de veteranos. requerentes.
A simulação é uma ofensa de corte marcial nas Forças Armadas dos Estados Unidos sob o Código Uniforme de Justiça Militar, que define o termo como "fingindo doença, deficiência física, lapso mental ou perturbação."
De acordo com o Departamento de Seguros do Texas, fraudes que incluem simulação custam à indústria de seguros dos Estados Unidos aproximadamente 150 bilhões de dólares por ano. Outras fontes não industriais relatam que pode ser tão baixo quanto 5,4 bilhões de dólares.